# Ivan Svitlychny
Ivan Oleksijovych Svitlychny (em ucraniano:  Іван Олексійович Світличний; 20 de setembro de 1929, Oblast de Luhansk, Ucrânia - 25 de outubro de 1992, Kiev, Ucrânia) foi um escritor e ativista social ucraniano.